# Рачук Ігор Антонович
Рачук Ігор Антонович — російський кінознавець. Доктор мистецтвознавства (1969), професор (1974).
Народ. 8 листопада 1922 р. Помер 23 серпня 1985 р. в Москві. Закінчив Московський університет (1945) та Академію суспільних наук при ЦК КПРС. Працював у Всесоюзному науково-дослідному інституті кіномистецтва.
Автор робіт про О. П. Довженка: "Кинопозма «Повесть пламенных лет» (М., 1962), «Позтика Довженко» (М., 1964), «Олександр Довженко» (К., 1965), "Правда і краса (К., 1980).
Був членом Спілки кінематографістів Росії.